# Sint-Willibrordkerk (Utrecht)
De Sint-Willibrordkerk aan de Minrebroederstraat in de Nederlandse stad Utrecht is een rooms-katholieke kerk in neogotische stijl. De voorgangers van de huidige kerk waren een zeventiende-eeuwse schuilkerk aan de Dorstige Hartsteeg, en vanaf 1842 de provisorische Silokerk aan de Herenstraat. De kerk is eigendom van de Sint Willibrordus Stichting, die door pater Winand Kotte A.A. werd opgericht. De kerk werd in 1976 aangewezen als rijksmonument.
Sinds 2016 is de Sint Willibrordkerk in gebruik door de Priesterbroederschap Sint Pius X (FSSPX) en verzorgt zij de tridentijnse mis in de kerk.

## Geschiedenis
De Sint-Willibrordkerk is vanaf 1875 gebouwd naar ontwerp van Alfred Tepe. Omdat het voor de bouw beschikbare terrein was ingesloten door andere gebouwen, ontwierp Tepe een kerk die hoger en korter was dan normaal. Aan de kant van de Minrebroederstraat heeft de kerk een kleine kloostergang. Op 21 juni 1877 werd de Sint-Willibrordkerk ingewijd door aartsbisschop Schaepman, maar tot 1891 is er nog gewerkt aan de inrichting.

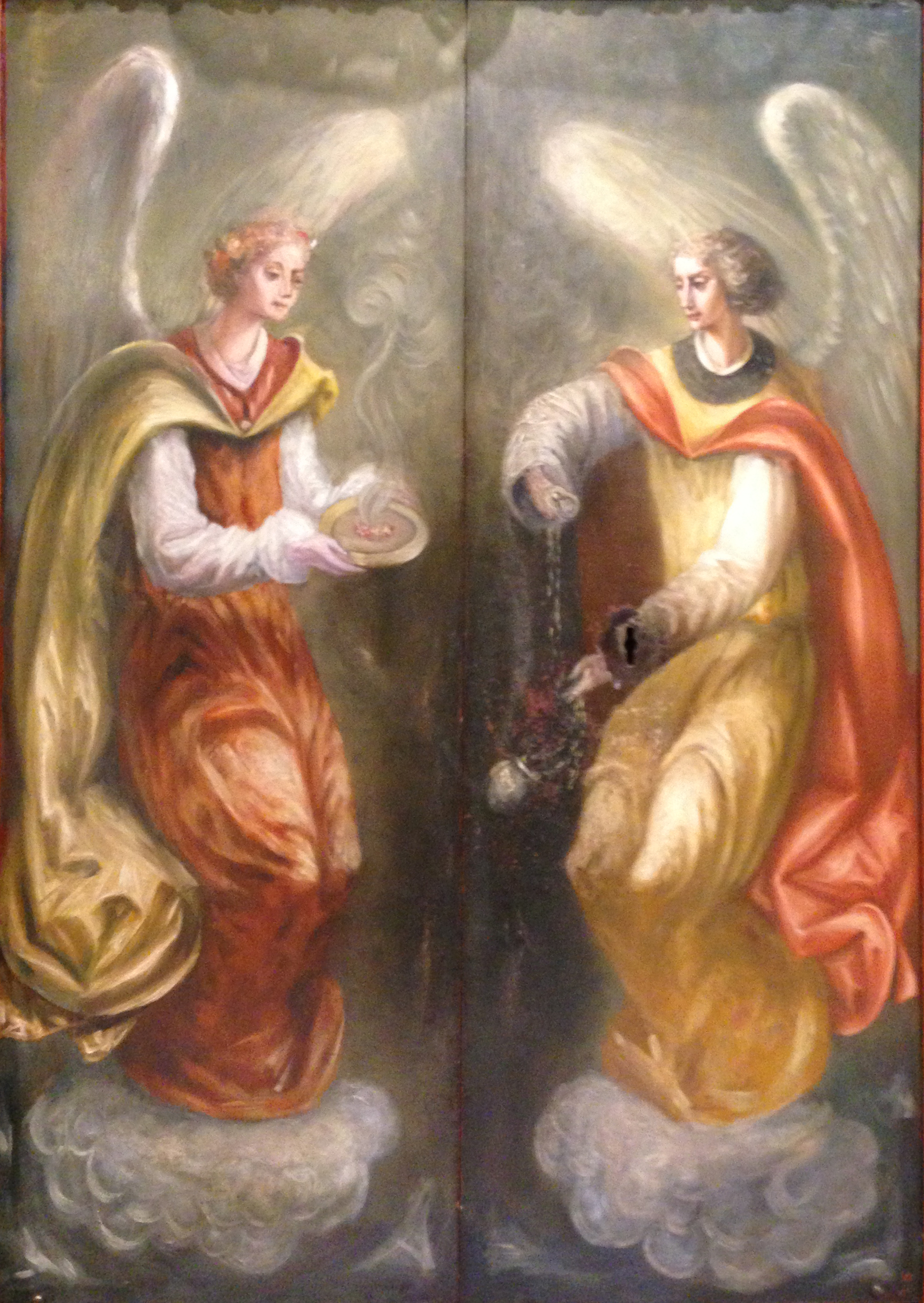
Jacob Ydema, Engelen met wierook, tabernakel hoogaltaar (1939)

De kerk is voornamelijk het product van het St. Bernulphusgilde, een in 1869 in Utrecht opgerichte vereniging van priesters en kunstenaars die zich ten doel stelde om rooms-katholieke kerken te bouwen en in te richten in neogotische stijl. Het gilde propageerde een architectuur die teruggreep op de Nederrijnse gotiek. Het houtsnijwerk - meubels, altaren, beelden - stamt uit het atelier van de beeldhouwer Friedrich Wilhelm Mengelberg, de gebrandschilderde ramen zijn deels van Heinrich Geuer en veel smeedwerk is vervaardigd door Gerard en Jan Hendrik Brom. De polychrome beschildering is uitgevoerd door Chrétien Lindsen. Het tabernakel van het hoogaltaar is van de hand van Jacob Ydema (1939).
Terwijl de meeste neogotische monumenten in de jaren zestig en zeventig van hun rijke inventaris ontdaan, verbouwd of afgebroken zijn, is het interieur van de Sint-Willibrordkerk vrijwel gaaf bewaard gebleven. Aanvankelijk was zij in de vooral ook voor de Katholieke Kerk roerige jaren 60 bestemd om afgebroken te worden. Lekengelovigen en pater drs. Winand Kotte, A.A. wisten door aankoop het kerkgebouw te behouden in de traditionele staat. Daardoor is zij nu een van de beste en indrukwekkendste getuigenissen van de Utrechtse school binnen de neogotiek. Een grootscheepse restauratie had plaats van 1991 tot 2005.
In de vroege jaren 70 was deze kerk centrum van kerkelijke onenigheden tussen kardinaal Alfrink (aartsbisdom Utrecht) en pater Kotte die het kerkgebouw voor de katholieke eredienst wilde behouden en er de Mis ad orientem celebreerde volgens de Novus Ordo Missae. Na enige hervormingen keerde de rust echter min of meer weer, hoewel het aartsbisdom de Willibrordkerk niet als zelfstandige parochie of diocesane instelling erkende. Na de dood van Pater Kotte in 2006 nam de pater sacramentijn Peter Klos zijn rol als voorganger over.

## Herstel banden met het Aartsbisdom
Op 20 oktober 2008 werd bekendgemaakt dat de Sint-Willibrordkerk haar banden met het aartsbisdom Utrecht hersteld heeft. Het bestuur van het St. Willibrord Apostolaat heeft zich voor de aansluiting uitgesproken, waarover met het aartsbisdom overeenstemming was bereikt.
Aartsbisschop W.J. Eijk heeft de Sint-Willibrordkerk aangewezen als rectoraatskerk. In overleg met het Apostolaat werd pastoor Schnell van de Utrechtse Sint-Salvatorparochie als rector benoemd. Op initiatief van mgr. Eijk vond het gebruik van de Willibrord plaats onder auspiciën van de Nederlandse Vereniging voor Latijnse Liturgie. De vereniging kreeg daarmee een vaste locatie in Nederland. Eijk heeft op 25 januari 2009 de kerk opnieuw gewijd. Per 1 januari 2010 was pastoor Van der Vegt de rector.

## Ontwijding van de kerk en weer in gebruik voor de katholieke eredienst
Na de theatervoorstelling 'De Uitvaart' van Dries Verhoeven in mei 2014 liep de onvrede van het apostolaat (SWA) hoog op. Tijdens het stuk werden tot in detail begrafenissen nagespeeld, inclusief een gefingeerde kerkdienst. De theatermakers namen in de voorstelling afscheid van bepaalde maatschappelijke dromen of idealen. Het apostolaat van de Sint Willibrordkerk besloot geen vieringen meer te houden in de kerk, omdat er volgens hen een toneelstuk met een „ontegenzeggelijk ontwijdend karakter” was opgevoerd. Het bisdom heeft op aandrang van het apostolaat besloten om het kerkgebouw officieel 'aan de eredienst te onttrekken', waardoor er geen vieringen meer kunnen plaatsvinden. Het bisdom wil de kerk wel opnieuw inzegenen, maar alleen op voorwaarde dat er een einde komt aan de controversiële theatervoorstellingen, dat de programmadirecteur opstapt en dat uitsluitend het bisdom zou gaan bepalen wat er zich in de kerk zou gaan afspelen, zonder rekening te houden met de kosten welke de instandhouding van de Kerk met zich brengen. Ook zouden andere religieuze instellingen er niet zelfstandig diensten mogen houden. De eigenaar van de kerk, de Sint Willibrordusstichting, kon hier niet mee instemmen.
Om het kerkelijke karakter van het gebouw te behouden, en om de grote groep vaste kerkgangers van de Willibrord tegemoet te komen, heeft de Willibrordusstichting de Priesterbroederschap St. Pius X (FSSPX) benaderd voor de zielenzorg. Na verschillende bezoeken en gesprekken, werd de eerste  mis van requiem op 30 december 2015 voor de zielerust van pater Kotte opgedragen. Sinds 2016 wordt de kerk aan priesters van FSSPX (vanaf 1 mei alle zondagen) ten gebruike gesteld, een en ander met goedkeuring van het Apostolaat en het Bisdom Utrecht. Deze gezongen missen worden aangeboden en (muzikaal) opgeluisterd door vrijwilligers.
Op 29 juni van het jaar 2017 ging de Raad van de gemeente Utrecht akkoord met de (financiële) overname van de Willibrordkerk door de FSSPX; de FSSPX wil deze kerk gebruiken als missie-centrum voor de herkerstening van het geseculariseerde Nederland. Onwaardig gebruik (in strijd met wat acceptabel is voor een Godshuis) zal niet langer worden toegestaan. Het primaire gebruik zal zijn: het vieren van de Tridentijnse H. Mis. De kerk zal voor het publiek dagelijks ter bezichtiging opengesteld zijn - al dan niet met rondleidingen -  en er zullen  muziekuitvoeringen als concerten en koorzang ten gehore gebracht kunnen worden; ook deelname aan manifestaties als open monumenten dagen is gegarandeerd, conform de afspraken met de Gemeente Utrecht.
Op 12 november 2017 is het kerkgebouw door de toenmalige generaal-overste van de FSSPX, Mgr Bernard Fellay, ingezegend.